# Antigua og Barbudas ministerråd
 Denne artikel bør gennemlæses af en person med fagkendskab for at sikre den faglige korrekthed.

Antigua og Barbudas Ministerråd består af lederne af regeringens ministerier. Premierministeren, der er udpeget af generalguvernøren, udpeger medlemmerne af rådet, og får dem godkendt hos generalguvernøren.

## Eksterne Links/Kilder
- CIA – World Leaders Arkiveret 15. januar 2009 hos  Wayback Machine